# Hällarna från Tuna

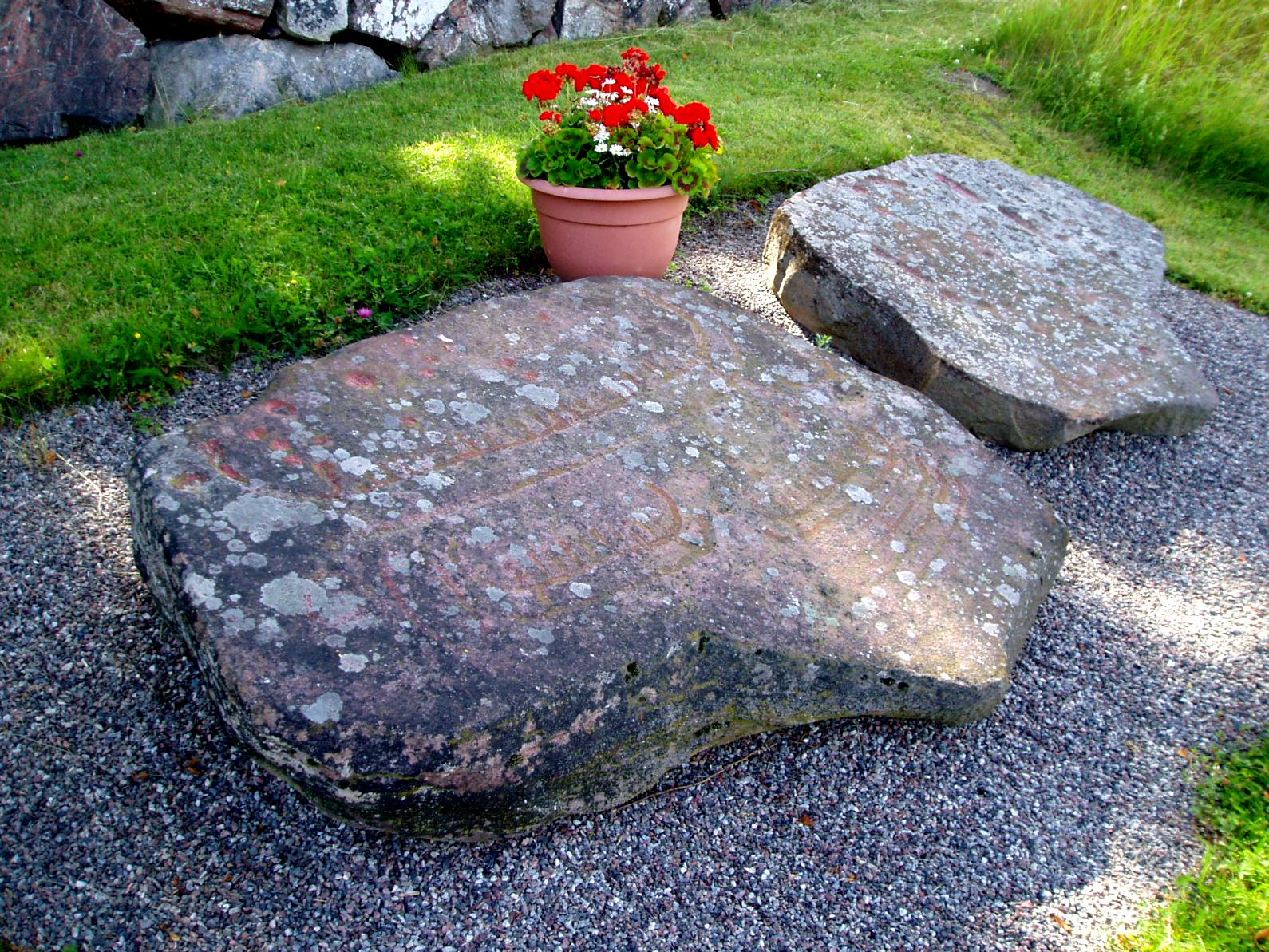
Hällarna från Tuna i juli 2009.

Hällarna från Tuna är två kalkstenshällar med hällristningar som ligger utanför Ytterenhörna kyrka i Tuna, Södertälje kommun, Stockholms län. En tillhörande tredje häll finns på Skansen i Stockholm. Hällarna, som daterades av förre riksantikvarien Oscar Montelius till bronsålderns äldre del, visar skålgropar och ristningar, föreställande bland annat skepp, yxor och skoavtryck.

## Historik
Två av hällarna hittades 1896 cirka 400 meter väster om Ytterenhörna kyrka. De skulle användas som trappstenar av markägaren men köptes av Johan Nordenfalk den yngre, som var en för traktens fornminnen intresserad man, och flyttades till hans egendom Lövsta gård. En tredje häll av samma typ hade legat som en bro över ett dike och donerades av Nordenfalk till Nordiska museet. Två av hällarna flyttades 1992 från Lövsta gård och placerades på sin nuvarande plats utanför kyrkmuren kring Ytterenhörna kyrka. Den tredje stenen med skålgropar överfördes till Skansen i Stockholm där den fortfarande finns kvar. Det antas att alla tre stenar tillhörde samma hällkista och utgjorde dess sidor. De är förmodligen kluvna ur samma röda sandsten och är 25 cm tjocka. 
| Hällarna från Tuna utanför Ytterenhörna kyrka efter imålning, augusti 2018. |  | Hällarna från Tuna utanför Ytterenhörna kyrka efter imålning, augusti 2018. |
| Hällarna från Tuna utanför Ytterenhörna kyrka efter imålning, augusti 2018. |  |                                                                             |

## Beskrivning
På den första hällen (figur 1) syns överst ett antal skålgropar och därunder ett stort fartyg med högt uppstående stävar och mellan dem 25 lodräta, breda streck, troligen betecknande de män som är ombord på fartyget. Ytterligare längre ner märks två fotsulor samt fartyg och några otydliga bilder som också kan förställa fartyg.
På den andra hällen (figur 2) syns en mängd skålgropar och några avlånga fördjupningar, ett mindre fartyg samt ett par svårtydda bilder.
På den tredje hällen (figur 3) syns ett stort antal runda och avlånga skålgropar. Några runda är omgivna av en ring. Inga fartyg finns på denna sten. Hällen står på Skansen.

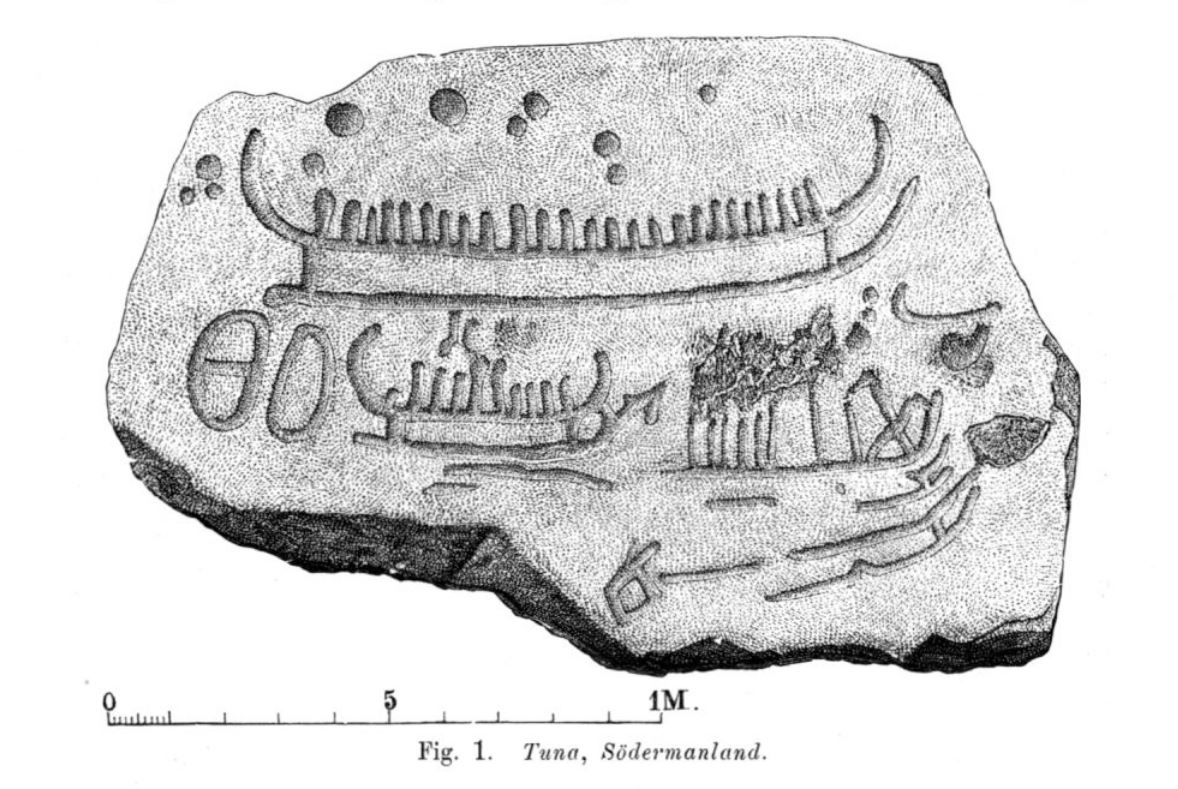
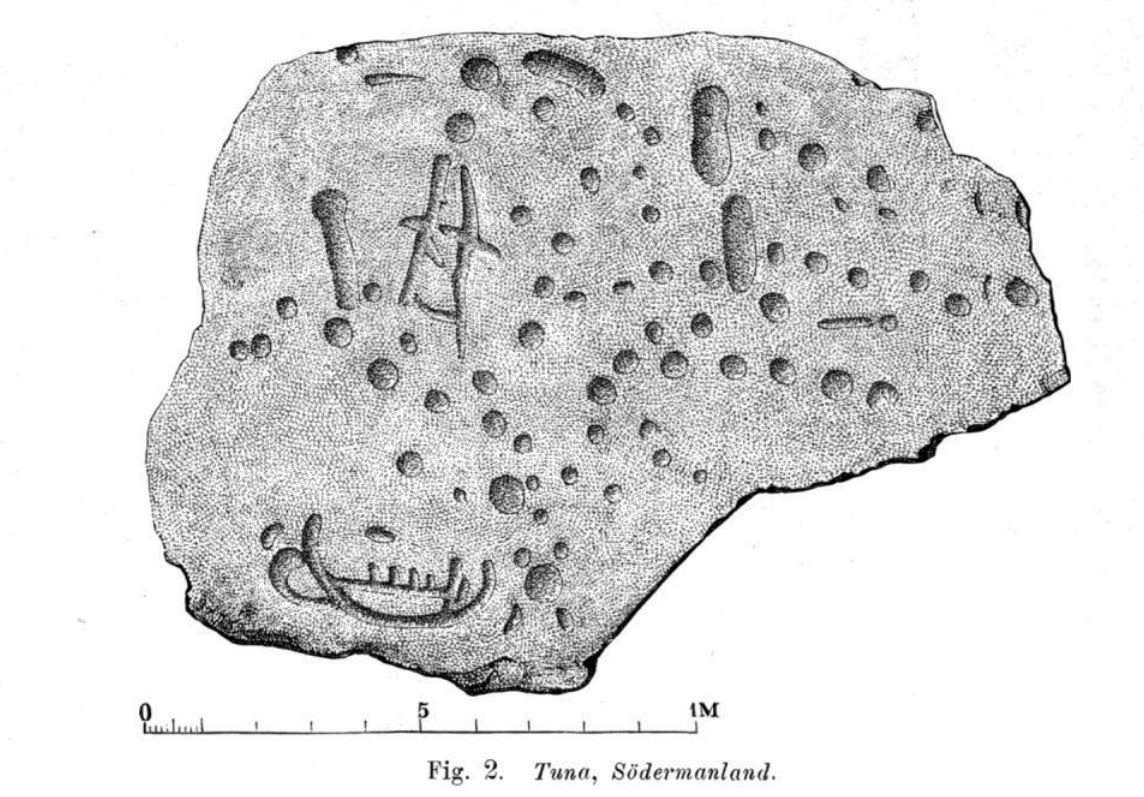
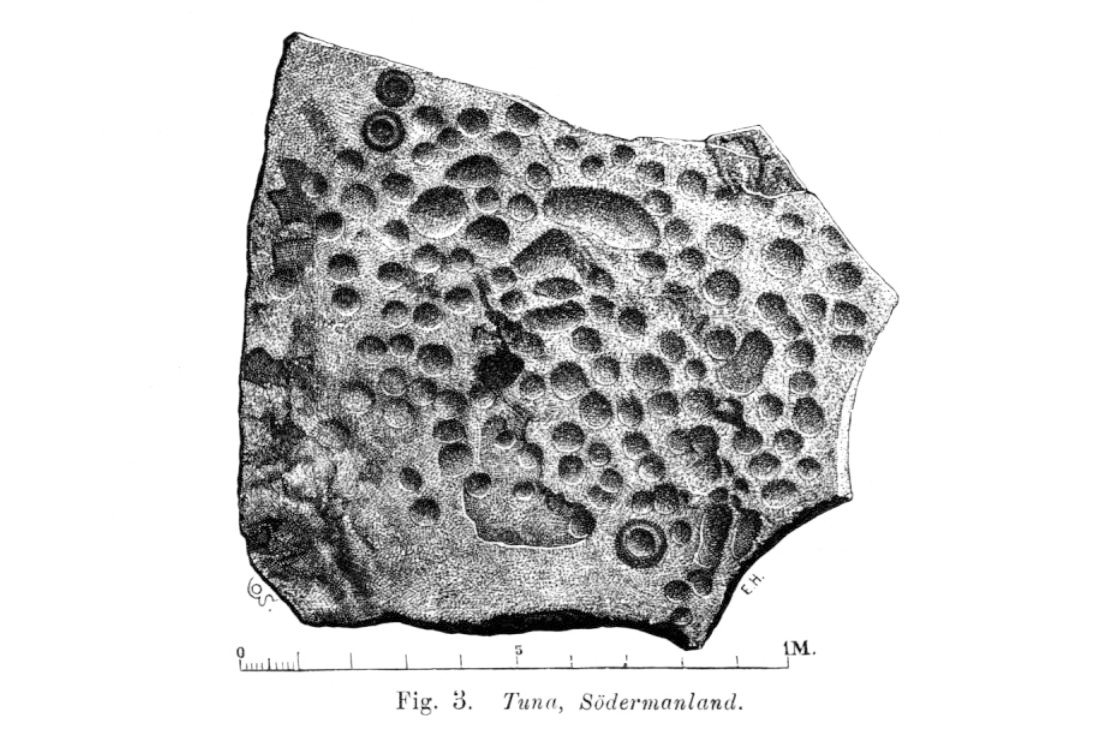